# Liste des règnes les plus courts

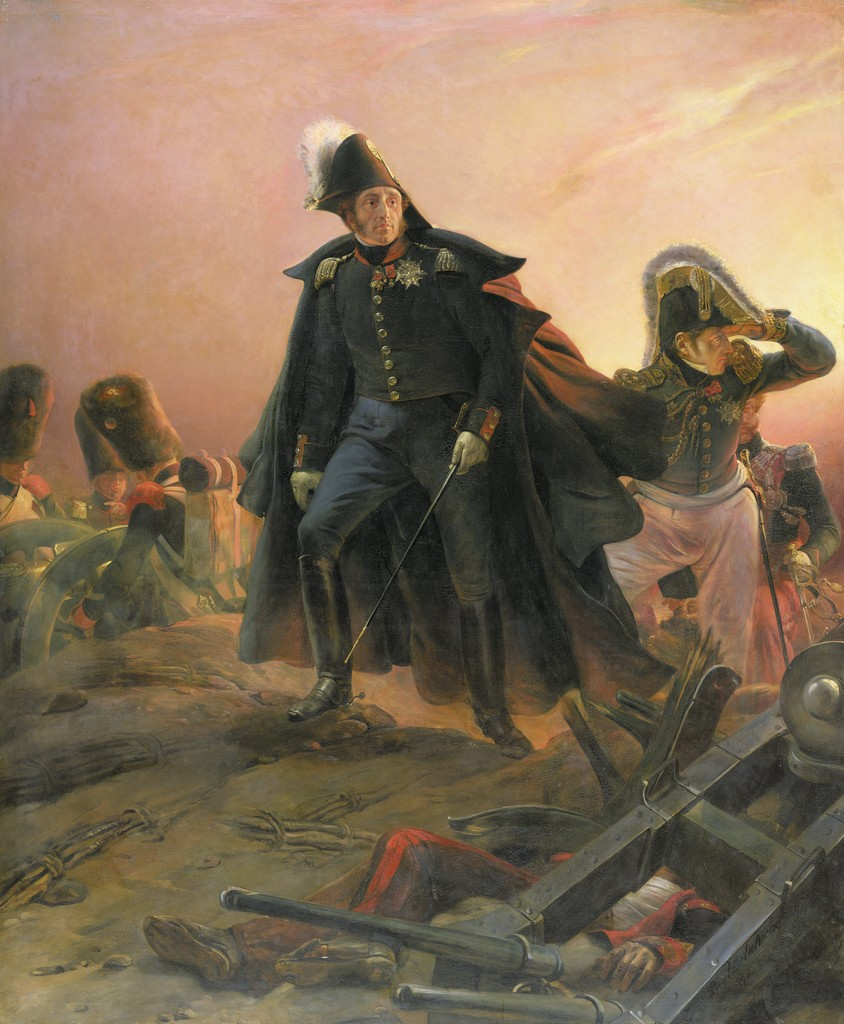
Louis XIX, Roi de France et de Navarre de l'abdication de Charles X, le 2 août 1830 de 17 heures à sa propre abdication le 2 août 1830 à 17 heures 20.

Ceci est une liste des règnes les plus courts (liste non exhaustive).

## Moins d'un an
| Portrait | Nom                                   | État                                                                            | Maison royale/dynastie                    | Début du règne                           | Fin du règne                             | Durée            | Commentaires |
| -------- | ------------------------------------- | ------------------------------------------------------------------------------- | ----------------------------------------- | ---------------------------------------- | ---------------------------------------- | ---------------- | --- |
|          | Empereur Michel VI                    | Empire byzantin                                                                 |                                           | 31 août 1056                             | 30 août 1057                             | 11 mois 30 jours | Il fut renversé par le général Isaac Comnène. |
|          | Roi Robert Ier                        | Francie occidentale                                                             | Robertiens                                | 29 juin 922                              | 15 juin 923                              | 11 mois 17 jours | Il fut tué dans la bataille de Soissons. |
|          | Empereur Constantin (XI) Lascaris     | Empire byzantin                                                                 | Lascaris                                  | 13 avril 1204                            | 19 mars 1205                             | 11 mois 6 jours  | |
|          | Empereur Hàm Nghi                     | Viêt Nam                                                                        | Nguyễn                                    | 1er août 1884                            | 4 juillet 1885                           | 11 mois 3 jours  | Contraint à la fuite au moment de l'invasion du Tonkin, le jeune empereur est remplacé sur le trône par les Français. Il participe à la résistance jusqu'en 1888, date à laquelle il est capturé puis exilé en Algérie française. |
|          | Empereur Jahandar Shâh                | Empire moghol (Inde)                                                            | Timourides                                | Mars 1712                                | Février 1713                             | ~11 mois         | Battu par son opposant Muhammad Farrukhsiyar, auto-proclamé empereur, Jahandar Shâh s'enfuit à Delhi où il est emprisonné puis assassiné dans sa prison. |
|          | Empereur Léon II                      | Empire romain d'Orient                                                          | Dynastie thrace                           | 18 janvier 474                           | 17 novembre 474                          | 10 mois 29 jours | |
|          | Roi Fouad II                          | Royaume d'Égypte et du Soudan                                                   | Dynastie de Méhémet Ali                   | 26 juillet 1952                          | 18 juin 1953                             | 10 mois 23 jours | Il accède au trône à l'âge de six mois et est déposé dix mois plus tard lors de l'abolition de la monarchie et la proclamation de la République arabe égyptienne. |
|          | Roi/Empereur Édouard VIII             | Royaume-Uni et autres dominions du Commonwealth britannique, et Raj britannique | Windsor                                   | 20 janvier 1936                          | 11 décembre 1936                         | 10 mois 22 jours | Provoquant une crise constitutionnelle en demandant en mariage la mondaine américaine Wallis Simpson, deux fois divorcée, Édouard VIII choisit d'abdiquer plutôt que de renoncer à sa relation. |
|          | Princesse Louise-Hippolyte            | Principauté de Monaco                                                           | Grimaldi                                  | 20 février 1731                          | 29 décembre 1731                         | 10 mois 9 jours  | |
|          | Empereur Song Bing                    | Chine                                                                           | Song                                      | 10 mai 1278                              | 19 mars 1279                             | 10 mois 9 jours  | |
|          | Empereur Romulus Augustule            | Empire romain d'Occident                                                        |                                           | 31 octobre 475                           | 4 septembre 476                          | 10 mois 4 jours  | Considéré comme étant le dernier empereur romain d'Occident, sa déposition par le patrice Odoacre fut choisie traditionnellement par les modernes pour marquer la fin de l'Empire romain d'Occident, la chute de la Rome antique et le début du Moyen Âge en Europe occidentale. |
|          | Empereur Augustin Ier                 | Premier Empire mexicain                                                         | Iturbide                                  | 19 mai 1822                              | 19 mars 1823                             | 10 mois          | Premier empereur mexicain. Après un début sanglant de guerre civile, alors que le Mexique se relevait à peine d'une guerre d'indépendance de 11 ans, il préfère abdiquer et partir en exil pour avorter la guerre civile naissante. Il tentera toutefois de revenir le 15 juillet 1824 pour rallier des troupes et de renverser le nouveau gouvernement républicain par la force, mais il sera capturé par les troupes d'élite républicaines et fusillé le 19 juillet. |
|          | Roi Outey Ier                         | Royaume du Cambodge                                                             |                                           | 1695                                     | 1696                                     | 10 mois          | |
|          | Tsar Gabriel Radomir                  | Premier Empire bulgare                                                          | Comitopouloï                              | 6 octobre 1014                           | Août/septembre 1015                      | ~10 mois         | Il fut assassiné lors d'une partie de chasse par son cousin Ivan Vladislav qui s'empara du pouvoir. |
|          | Roi Christian II                      | Monarchie suédoise                                                              | Oldenbourg                                | 1er novembre 1520                        | 23 août 1521                             | 9 mois 22 jours  | |
|          | Roi Harold II Godwinson               | Royaume d'Angleterre                                                            | Wessex                                    | 5 janvier 1066                           | 14 octobre 1066                          | 9 mois 9 jours   | Dernier roi anglo-saxon d'Angleterre, vaincu et tué par les Normands à Hastings le 14 octobre 1066. |
|          | Khan Ghazi Ier Giray                  | Khanat de Crimée (Russie/Ukraine)                                               |                                           | Novembre 1523                            | Août 1524                                | ~9 mois          | Il fut assassiné. |
|          | Empereur Marcus Claudius Tacite       | Empire romain                                                                   |                                           | 25 septembre 275                         | Juin 276                                 | ~9 mois          | Il fut assassiné. |
|          | Roi Injong                            | Corée                                                                           | Joseon                                    | Novembre 1544                            | Juillet 1545                             | ~9 mois          | |
|          | Roi Constantin Ier                    | Kakhétie (Géorgie)                                                              | Bagratides                                | Mars 1605                                | 22 décembre 1605                         | ~9 mois          | Il s'empara du pouvoir en faisant assassiner son père, le roi Alexandre II, mais sera vaincu et tué quelques mois plus tard par l'armée levée par la veuve de son frère aîné. |
|          | Émir Habibullah Ghazi                 | Afghanistan                                                                     |                                           | 17 janvier 1929                          | 13 octobre 1929                          | 8 mois 26 jours  | |
|          | Empereur Lê Nghi Dân                  | Viêt Nam                                                                        | Lê                                        | 28 octobre 1459                          | 24 juin 1460                             | 8 mois 25 jours  | |
|          | Empereur Manuel II                    | Empire de Trébizonde (Asie mineure)                                             | Comnène                                   | 8 janvier 1332                           | 22 septembre 1332                        | 8 mois 14 jours  | Âgé d'environ neuf ans lors de son arrivée au pouvoir, il est renversé par une révolte populaire ; emprisonné, il est exécuté. |
|          | Empereur Vitellius                    | Empire romain                                                                   |                                           | 16 avril 69                              | 22 décembre 69                           | 8 mois 6 jours   | (Voir Année des quatre empereurs). |
|          | Empereur Kōbun                        | Empire du Japon                                                                 | Période Asuka                             | 672                                      | 672                                      | ~8 mois          | Empereur contesté, son armée sera vaincue lors de la guerre de Jinshin et il se donnera la mort. |
|          | Roi Phelles                           | Tyr (Phénicie, Liban)                                                           | Dynastie des quatre frères                | -888                                     | -888                                     | 8 mois           | Il s'empara du pouvoir en assassinant le roi Astharymos, son frère ; il sera renversé à son tour par le prêtre d'Astarté Ithobaal qui fonda une nouvelle dynastie. |
|          | Empereur Kiến Phúc                    | Viêt Nam                                                                        | Nguyễn                                    | 2 décembre 1883                          | 31 juillet 1884                          | 7 mois 29 jours  | Mort à l'âge de quinze ans, il fut peut-être empoisonné par sa mère adoptive. |
|          | Empereur Jovien                       | Empire romain                                                                   |                                           | 27 juin 363                              | 17 février 364                           | 7 mois 21 jours  | Il mourut accidentellement, asphyxié dans sa tente par un brasero ; selon d'autres sources, sa mort fut causée par une indigestion ou par des champignons vénéneux qu'il avait mangés. |
|          | Émir Ayyoub Khan                      | Afghanistan                                                                     | Dynastie Barakzai                         | 12 octobre 1879                          | 31 mai 1880                              | 7 mois 19 jours  | |
|          | Roi Louis Ier                         | Monarchie espagnole                                                             | Bourbon d'Espagne                         | 15 janvier 1724                          | 31 août 1724                             | 7 mois 16 jours  | Il mourut à l'âge de dix-sept ans de la variole. |
|          | Roi Guttorm                           | Royaume de Norvège                                                              | Maison de Sverre                          | 1er janvier 1204                         | 11 août 1204                             | 7 mois 10 jours  | Il mourut à l'âge de quatre ans. |
|          | Empereur Galba                        | Empire romain                                                                   |                                           | 8 juin 68                                | 15 janvier 69                            | 7 mois 7 jours   | (Voir Année des quatre empereurs). |
|          | Roi Edmond II Côte-de-Fer             | Royaume d'Angleterre                                                            | Wessex                                    | 23 avril 1016                            | 30 novembre 1016                         | 7 mois 7 jours   | |
|          | Roi Lulach                            | Royaume d'Écosse                                                                | Maison de Moray (en)                      | 15 août 1057                             | 17 mars 1058                             | 7 mois 2 jours   | Il fut tué par son rival Malcolm Canmore. |
|          | Grand-prince Vseslav                  | Russie kiévienne                                                                | Riourikides                               | Septembre 1068                           | Avril 1069                               | ~7 mois          | Il sera renversé par son cousin Iziaslav. |
|          | Grand Roi Sogdianos                   | Perse                                                                           | Achéménides                               | -424                                     | -424                                     | ~7 mois          | Il s'empara du pouvoir en tuant son frère Xerxès II (voir ci-dessous) ; il sera à son tour assassiné. |
|          | Roi Hildeprand                        | Royaume lombard (Italie)                                                        |                                           | Janvier 744                              | Août 744                                 | ~7 mois          | |
|          | Roi Tarabya                           | Royaume d'Ava (Birmanie)                                                        |                                           | Mai 1400                                 | Novembre 1400                            | ~7 mois          | Il fut assassiné par son ancien tuteur Nga Nauk Hsan, gouverneur de Tagaung. |
|          | Khan Yadiger Mohammed                 | Khanat de Kazan (Asie centrale/Russie)                                          |                                           | Mars 1552                                | Octobre 1552                             | ~7 mois          | Capturé par le tsar Ivan le Terrible après la conquête russe de son khanat, ce fut le dernier khan de Kazan. |
|          | Roi Vilhelm Vidi                      | Albanie                                                                         | Maison de Wied                            | 7 mars 1914                              | 3 septembre 1914                         | 6 mois 27 jours  | |
|          | Sultan Jamshid ben Abdallah           | Zanzibar                                                                        | Al Sa'id                                  | 1er juillet 1963                         | 12 janvier 1964                          | 6 mois 11 jours  | Renversé lors d'une révolution, Jamshid ben Abdallah fut le dernier sultan de Zanzibar. |
|          | Empereur Isaac II Ange                | Empire byzantin                                                                 | Ange                                      | 18 juillet 1203                          | 28 janvier 1204                          | 6 mois 10 jours  | |
|          | Khan Kulna                            | Horde d'or (Asie centrale)                                                      | Genghiskhanide                            | 1359                                     | 1360                                     | 6 mois 5 jours   | |
|          | Tsar Pierre III                       | Empire russe                                                                    | Maison de Holstein-Gottorp/Maison Romanov | 5 janvier 1762                           | 9 juillet 1762                           | 6 mois 4 jours   | Il sera renversé par son épouse Catherine, assistée par Nikita Panine et les frères Orlov, et assassiné quelques jours plus tard ; Catherine monta sur le trône et devint impératrice régnante de Russie sous le nom de Catherine II. |
|          | Kaghan Qutugku Khan                   | Empire mongol                                                                   | Yuan                                      | 27 février 1329                          | 30 août 1329                             | 6 mois 3 jours   | Il mourut soudainement 4 jours après un banquet avec Tövtömör Khan qui lui succédera. |
|          | Empereur Lê Túc Tông                  | Viêt Nam                                                                        | Lê                                        | 6 juin 1504                              | 7 décembre 1504                          | 6 mois 1 jour    | |
|          | Empereur Amha Selassie                | Éthiopie                                                                        | Salomonide                                | 12 septembre 1974                        | 12 mars 1975                             | 6 mois           | Proclamé après la destitution par le Derg de son père Haïlé Sélassié Ier, il n'acceptera jamais son statut d'empereur, ne se sentant « pas légitime ». Après la chute de l'Empire éthiopien, Amha Selassie vivra en exil. |
|          | Roi David Ier                         | Kakhétie (Géorgie)                                                              | Bagratides                                | Printemps 1602                           | 21 octobre 1602                          | ~6 mois          | |
|          | Roi Nawrahta Minye                    | Royaume de Sagaing                                                              |                                           | Mars 1350                                | Septembre 1350                           | ~6 mois          | |
|          | Roi Duncan II                         | Royaume d'Écosse                                                                | Dunkeld                                   | Mai 1094                                 | Novembre 1094                            | ~6 mois          | |
|          | Sultan Al-Achraf Janbalat             | Égypte mamelouke                                                                | Burjites                                  | 1500                                     | 1501                                     | ~6 mois          | Il fut renversé par Tuman Bay. |
|          | Roi Ladislas II                       | Royaume de Hongrie                                                              | Árpád                                     | Juillet 1162                             | 14 janvier 1163                          | ~6 mois          | |
|          | Roi Alvare V                          | Royaume du Kongo                                                                | Kanda Kimpanzu                            | 1636                                     | 1636                                     | ~6 mois          | |
|          | Empereur Alexis IV Ange               | Empire byzantin                                                                 | Ange                                      | 1er août 1203                            | 28 janvier 1204                          | 5 mois 27 jours  | Il sera renversé par Nicolas Kanabos qui montera sur le trône impérial avant d'être lui-même renversé 3 jours plus tard par Alexis Doukas qui fera emprisonner Alexis IV Ange avant de l'étrangler de ses propres mains. |
|          | Calife Yazīd III                      | Califat omeyyade                                                                | Omeyyades                                 | 16 avril 744                             | 3 octobre 744                            | 5 mois 17 jours  | |
|          | Chah Abol Fath Khan                   | Iran (Période Zand)                                                             | Zand                                      | 6 mars 1779                              | 22 août 1779                             | 5 mois 16 jours  | Il fut renversé par Mohammad Sadeq Khan. |
|          | Roi Ladislas III                      | Royaume de Hongrie                                                              | Árpád                                     | 30 novembre 1204                         | 7 mai 1205                               | 5 mois 7 jours   | Ladislas III devint seul roi de Hongrie, à l'âge de cinq ans, après la disparition prématurée de son père ; le jeune roi mourra brusquement quelques mois plus tard. |
|          | Roi Rodoald                           | Royaume lombard (Italie)                                                        | Harodings                                 | 652                                      | 653                                      | 5 mois 7 jours   | Il fut tué par un homme dont il avait séduit la femme. |
|          | Sultan An-Nâsir Shihab ad-Dîn Ahmad   | Égypte mamelouke                                                                | Bahrites                                  | 21 janvier 1342                          | 27 juin 1342                             | 5 mois 6 jours   | Il démissionna et demanda qu’on le laisse vivre en paix ; il sera assassiné dans son exil deux ans plus tard. |
|          | Empereur Jean VII Paléologue          | Empire byzantin                                                                 | Paléologue                                | 14 avril 1390                            | 17 septembre 1390                        | 5 mois 3 jours   | |
|          | Roi Chey Chettha III                  | Royaume du Cambodge                                                             | Dynastie du Chen-La de Terre              | 1672                                     | 1673                                     | ~5 mois          | Il fut assassiné. |
|          | Roi Étienne IV                        | Royaume de Hongrie                                                              | Árpád                                     | Janvier 1163                             | 19 juin 1163                             | ~5 mois          | Il mourut empoisonné. |
|          | Ilkhan Arpa Ka'on                     | Empire ilkhanide (Perse)                                                        | Gengiskhanides                            | Décembre 1335                            | Mai 1336                                 | ~5 mois          | |
|          | Roi Ecgfrith                          | Mercie (Angleterre anglo-saxonne)                                               |                                           | Juillet 796                              | Décembre 796                             | ~5 mois          | |
|          | Sultan Ghiyâs ud-Dîn II Tughlûq       | Sultanat de Delhi (Inde)                                                        | Dynastie des Tughlûq                      | Septembre 1388                           | Février 1389                             | ~5 mois          | Victime d'une conspiration, il sera assassiné avec son vizir et remplacé par son cousin Abu Baqr. |
|          | Roi Éraric le Ruge                    | Royaume ostrogoth (Italie)                                                      |                                           | 541                                      | 541                                      | ~5 mois          | Il fut assassiné. |
|          | Roi Ntare V                           | Royaume du Burundi                                                              |                                           | 8 juillet 1966                           | 28 novembre 1966                         | 4 mois 20 jours  | Il fut renversé par le capitaine Michel Micombero qui proclame la république dont il devient le président. |
|          | Roi Hisamuddin Alam Shah              | Malaisie                                                                        |                                           | 14 avril 1960                            | 1er septembre 1960                       | 4 mois 18 jours  | |
|          | Empereur Han Shaodi                   | Chine                                                                           | Han                                       | 15 mai 189                               | 28 septembre 189                         | 4 mois 13 jours  | Destitué par Dong Zhuo, puis empoisonné en 190. |
|          | Empereur Michel V le Calfat           | Empire byzantin                                                                 | Dynastie macédonienne                     | 10 décembre 1041                         | 20 avril 1042                            | 4 mois 10 jours  | Renversé par une révolte populaire, il sera arrêté et aveuglé, et finira ses jours dans un monastère. |
|          | Roi Reniseneb                         | Égypte antique                                                                  | XIIIe dynastie                            | Années 1700 av. J.-C. (année incertaine) | Années 1700 av. J.-C. (année incertaine) | 4 mois           | Il régna 4 mois selon le papyrus de Turin. |
|          | Sultan Moulay Abdelmalek              | Maroc                                                                           | Alaouite                                  | Mars 1728                                | Juillet 1728                             | ~4 mois          | Il fut évincé puis exécuté à l'instigation de son demi frère Ahmed qui s'empara du pouvoir. |
|          | Empereur Héraclonas                   | Empire byzantin                                                                 | Héraclides                                | Mai 641                                  | Septembre 641                            | ~4 mois          | À la mort de son frère, Héraclonas deviendra seul empereur à l'âge de quinze ans et régnera avec sa mère. Détestés par le peuple et l'armée révoltée, ils seront renversés par le général Valentin : mutilés, le jeune empereur et sa mère seront exilés à Rhodes où ils mourront peu après. |
|          | Khan Islam Ier Giray                  | Khanat de Crimée (Russie/Ukraine)                                               |                                           | Mai 1532                                 | Septembre 1532                           | ~4 mois          | Il fut assassiné. |
|          | Négus Sarwe Iyasou                    | Éthiopie                                                                        | Salomonide                                | Mai 1433                                 | Septembre 1433                           | ~4 mois          | |
|          | Empereur Hiệp Hoà                     | Viêt Nam                                                                        | Nguyễn                                    | 30 juillet 1883                          | 29 novembre 1883                         | 3 mois 29 jours  | Il assista à la défaite de son pays face à la marine française le 20 août, avant de signer le 25 août un traité établissant le protectorat de la France sur le Viêt Nam, signifiant la fin de son indépendance ; il sera déposé et forcé à se suicider. |
|          | Roi Mindaugas II                      | Royaume de Lituanie                                                             | Wurtemberg                                | 11 juillet 1918                          | 2 novembre 1918                          | 3 mois 21 jours  | |
|          | Roi Jobst                             | Royaume de Germanie                                                             | Luxembourg                                | 1er octobre 1410                         | 18 janvier 1411                          | 3 mois 17 jours  | |
|          | Chah Sayed Murad Khan                 | Iran (Période Zand)                                                             | Zand                                      | 23 janvier 1789                          | 10 mai 1789                              | 3 mois 17 jours  | Il fut renversé par Lotf Ali Khan. |
|          | Empereur Constantin III               | Empire byzantin                                                                 | Héraclides                                | 11 février 641                           | 25 mai 641                               | 3 mois 14 jours  | |
|          | Empereur Shâh Jahân II                | Empire moghol (Inde)                                                            | Timourides                                | 6 juin 1719                              | 19 septembre 1719                        | 3 mois 13 jours  | |
|          | Chah Mohammad Ali Khan                | Iran (Période Zand)                                                             | Zand                                      | 6 mars 1779                              | 19 juin 1779                             | 3 mois 13 jours  | Il mourut d'une attaque cardiaque, trois mois après son accession au pouvoir. |
|          | Empereur Yuan Shikai                  | Chine                                                                           |                                           | 12 décembre 1915                         | 22 mars 1916                             | 3 mois 10 jours  | (Voir Restauration impériale chinoise) |
|          | Sultan Moustapha Ier                  | Empire ottoman                                                                  |                                           | 22 novembre 1617                         | 26 février 1618                          | 3 mois 4 jours   | Il fut déposé en faveur de son jeune neveu Osman ; en 1622, Osman sera assassiné par les janissaires et Moustapha rappelé sur le trône mais, un an plus tard, il sera à nouveau déposé et remplacé par un frère d'Osman, Mourad IV. |
|          | Roi Sunjong                           | Corée                                                                           |                                           | 2 septembre 1083                         | 5 décembre 1083                          | 3 mois 3 jours   | |
|          | Sultan Al-Adil Tuman Bay              | Égypte mamelouke                                                                | Burjites                                  | 1501                                     | 1501                                     | 100 jours        | Parvenu au pouvoir en renversant le sultan Al-Achraf Janbalat, il fut renversé cent jours plus tard à cause de sa brutalité. |
|          | Empereur Frédéric III                 | Empire allemand                                                                 | Maison de Hohenzollern                    | 9 mars 1888                              | 15 juin 1888                             | 3 mois 6 jours   | Resté vingt-sept ans héritier du trône, Frédéric succède finalement à son père Guillaume Ier comme roi de Prusse et empereur allemand le 9 mars 1888. Mais, atteint d'un cancer du larynx avancé, il mourra après seulement 99 jours de règne. |
|          | Reine Marie Ire                       | Royaume du Brésil                                                               | Bragance                                  | 16 décembre 1815                         | 20 mars 1816                             | 3 mois 4 jours   | |
|          | Sultan Murad V                        | Empire ottoman                                                                  | Osman                                     | 30 mai 1876                              | 31 août 1876                             | 3 mois 1 jour    | Déposé par son frère Abdulhamid II en raison d'allégations de maladie mentale, Murad V vécut en résidence surveillée jusqu'à sa mort en 1904. Son règne fut le plus court de l'histoire ottomane. |
|          | Empereur Othon                        | Empire romain                                                                   |                                           | 15 janvier 69                            | 16 avril 69                              | 3 mois 1 jour    | Vaincu à la bataille de Bédriac, il se donna la mort (cf. Année des quatre empereurs). |
|          | Grand-prince Vladimir III             | Russie kiévienne                                                                | Riourikides                               | 1171                                     | 1171                                     | ~3 mois          | |
|          | Roi Ansprand                          | Royaume lombard (Italie)                                                        |                                           | Mars 712                                 | Juin 712                                 | ~3 mois          | |
|          | Roi Joachin                           | Royaume de Juda (Israël antique)                                                | Maison de David                           | -598 (décembre)                          | -597 (16 mars)                           | ~3 mois          | |
|          | Roi Teias                             | Royaume ostrogoth (Italie)                                                      |                                           | 1er juillet 552                          | Octobre 552                              | ~3 mois          | Il fut vaincu et tué par le général byzantin Narsès sur les flancs du Vésuve durant la bataille du mont Lactarius. |
|          | Roi Récarède II                       | Royaume wisigoth (Espagne)                                                      |                                           | 621                                      | 621                                      | ~3 mois          | Encore mineur lorsqu'il monta sur le trône, il fut peut-être assassiné par le général de son père, Svinthila. |
|          | Roi Joachaz                           | Royaume de Juda (Israël antique)                                                | Maison de David                           | -609                                     | -609                                     | ~3 mois          | Il fut capturé par le pharaon Nékao II qui imposa un nouveau roi, Joiaqim. |
|          | Roi Garibald                          | Royaume lombard (Italie)                                                        |                                           | 671                                      | 671                                      | ~3 mois          | Encore mineur, il fut renversé. |
|          | Roi Christian-Frédéric                | Royaume de Norvège                                                              | Oldenbourg                                | 17 mai 1814                              | 14 août 1814                             | 2 mois 28 jours  | |
|          | Empereur Pertinax                     | Empire romain                                                                   |                                           | 1er janvier 193                          | 28 mars 193                              | 2 mois 27 jours  | (Voir Deuxième année des quatre empereurs). |
|          | Tlatoani Cuitláhuac                   | Empire aztèque (Mexique)                                                        |                                           | 7 septembre 1520                         | Novembre 1520                            | ~80 jours        | Il mourut de la variole, qui venait d'être introduite en Amérique par les Européens. |
|          | Roi Pierre IV                         | Royaume de Portugal                                                             | Bragance                                  | 10 mars 1826                             | 28 mai 1826                              | 2 mois 18 jours  | |
|          | Empereur Chūkyō                       | Empire du Japon                                                                 | Époque de Kamakura                        | 13 mai 1221                              | 29 juillet 1221                          | 2 mois 16 jours  | Empereur à l'âge de deux ans, il sera détrôné après la révolte de Jōkyū. |
|          | Roi Édouard V                         | Royaume d'Angleterre                                                            | York                                      | 9 avril 1483                             | 25 juin 1483                             | 2 mois 16 jours  | Il sera détrôné par son oncle Richard III et disparaît à la Tour de Londres avec son frère Richard ; les deux auraient été assassinés, mais ça n'a pas été prouvé. |
|          | Empereur Alexis V Murzuphle           | Empire byzantin                                                                 | Doukas                                    | 28 janvier 1204                          | 12 avril 1204                            | 2 mois 15 jours  | Il sera exécuté par les Croisés. |
|          | Empereur Pétrone Maxime               | Empire romain d'Occident                                                        |                                           | 17 mars 455                              | 31 mai 455                               | 2 mois 14 jours  | Selon les sources, il fut assassiné par ses gardes du corps ou lynché par la foule alors qu'il cherchait à quitter Rome, sur le point d'être prise par les Vandales. |
|          | Roi Philippe le Beau                  | Royaume de Castille                                                             | Habsbourg                                 | 12 juillet 1506                          | 25 septembre 1506                        | 2 mois 13 jours  | Il mourra brutalement à l'âge de vingt-huit ans, apparemment d'une fièvre typhoïde. Il aurait été empoisonné à l'instigation de son beau-père le roi Ferdinand II d'Aragon. |
|          | Calife ʾIbrāhīm                       | Califat omeyyade                                                                | Omeyyades                                 | 744                                      | 744                                      | ~70 jours        | |
|          | Empereur Staurakios                   | Empire byzantin                                                                 | Dynastie de Nikephoros                    | 26 juillet 811                           | 2 octobre 811                            | 2 mois 6 jours   | Il devint empereur après la mort de son père, tué à la bataille de Pliska mais, paralysé par un coup d'épée au cou reçu pendant cette bataille, il régna seulement deux mois avant d'abdiquer en faveur de son beau-frère et termina ses jours dans un monastère. |
|          | Empereur Didius Julianus              | Empire romain                                                                   |                                           | 28 mars 193                              | 1er juin 193                             | 2 mois 5 jours   | (Voir Deuxième année des quatre empereurs). |
|          | Roi Frédéric-Charles                  | Royaume de Finlande                                                             | Hesse-Cassel                              | 9 octobre 1918                           | 14 décembre 1918                         | 2 mois 5 jours   | Il est élu roi par le Parlement mais n'a jamais régné effectivement à la suite de la chute de l'Empire allemand. |
|          | Empereur Topa Hualpa                  | Empire inca                                                                     | Hanan                                     | Août 1533                                | Octobre 1533                             | ~2 mois          | Il fut le jouet des Conquistadors qui se servirent de lui pour asseoir leur domination sur le Pérou et mourut du choléra quelques semaines après sa montée sur le trône. |
|          | Prince Basarab VI                     | Principauté de Valachie (Roumanie)                                              | Dynastie des Basarab                      | Janvier 1529                             | Mars 1529                                | ~2 mois          | |
|          | Roi Gyanendra Bir Bikram Shah Dev     | Népal                                                                           | Shah                                      | Novembre 1950                            | Janvier 1951                             | ~2 mois          | Déclaré roi à l'âge de trois ans alors que le reste de sa famille est en exil en Inde, il ne fut pas internationalement reconnu en tant que tel et fut déposé ; son grand-père Tribhuvan remontera sur le trône peu de temps après. Il redeviendra roi en 2001 mais sera destitué par les Républicains en 2008. Gyanendra Bir Bikram Shah Dev sera le dernier roi du Népal.                                                                                            |
|          | Roi Boleslas Ier le Vaillant          | Royaume de Pologne                                                              | Piast                                     | 18 avril 1025                            | 17 juin 1025                             | 60 jours         | Premier souverain polonais à être couronné roi, il mourut moins de deux mois après son couronnement. |
|          | Roi Charles II                        | Royaume de Hongrie                                                              | Maison capétienne d'Anjou-Sicile          | 31 décembre 1385                         | 24 février 1386                          | 1 mois 24 jours  | |
|          | Tsar Fédor II                         | Empire russe                                                                    | Godounov                                  | 23 avril 1605                            | 11 juin 1605                             | 1 mois 19 jours  | Il mourra assassiné avec sa mère par un groupe de boyards (cf. Temps des troubles). |
|          | Sultan Al-Mansûr Sayf ad-Dîn Abu-Bakr | Égypte mamelouke                                                                | Bahrites                                  | 17 juin 1341                             | 5 août 1341                              | 49 jours         | |
|          | Grand Roi Xerxès II                   | Perse                                                                           | Achéménides                               | -424                                     | -424                                     | 45 jours         | Il fut assassiné par son frère Sogdianos (voir ci-dessus) qui s'empara du pouvoir. |
|          | Khan Umor                             | Premier Empire bulgare                                                          | Vokil                                     | 766                                      | 766                                      | 40 jours         | |
|          | Calife Muʿawiya II                    | Califat omeyyade                                                                | Omeyyades                                 | Novembre 683                             | Janvier 684                              | 40 jours         | Face à la rébellion de ʿAbd Allāh ibn Az-Zubayr qui conteste son autorité, il abdiqua pour éviter une nouvelle guerre, et mourut dans la même année. |
|          | Roi Sven à la barbe fourchue          | Royaume d'Angleterre                                                            | Jelling                                   | 25 décembre 1013                         | 3 février 1014                           | 1 mois 9 jours   | |
|          | Prince Vsevolod III                   | Russie kiévienne                                                                | Riourikides                               | Février 1173                             | Mars 1173                                | 5 semaines       | |
|          | Roi Humbert II                        | Royaume d'Italie                                                                | Savoie                                    | 9 mai 1946                               | 12 juin 1946                             | 1 mois 3 jours   | Il fut le dernier roi d'Italie. |
|          | Empereur Li Zicheng                   | Chine                                                                           | Shun                                      | 25 avril 1644                            | 27 mai 1644                              | 1 mois 2 jours   | |
|          | Roi Shallum                           | Royaume d'Israël                                                                | Maison de Shallum                         | -752                                     | -752                                     | ~1 mois          | Victime d'une conspiration, il sera renversé et assassiné par son opposant Menahem qui monta sur le trône. |

## Moins d'un mois
| Portrait | Nom                                     | État                                                                          | Maison royale/dynastie          | Début du règne          | Fin du règne         | Durée       | Commentaires |
| -------- | --------------------------------------- | ----------------------------------------------------------------------------- | ------------------------------- | ----------------------- | -------------------- | ----------- | --- |
|          | Empereur Ming Taichang                  | Chine                                                                         | Ming                            | 28 août 1620            | 26 septembre 1620    | 29 jours    | Il mourut empoisonné. |
|          | Empereur Sylvain (Silvanus)             | Gaule romaine                                                                 |                                 | 11 août 355             | 7 septembre 355      | 27/28 jours | Usurpateur romain d'origine franque ; il usurpera le pouvoir en Gaule mais sera assassiné quatre semaines plus tard par ses soldats. |
|          | Empereur Mohammed Ibrahim               | Empire moghol (Inde)                                                          | Timourides                      | 17 octobre 1720         | 13 novembre 1720     | 27 jours    | |
|          | Roi Osbald                              | Northumbrie (Angleterre)                                                      |                                 | 796                     | 796                  | 27 jours    | Il fut déposé et remplacé par Eardwulf après seulement 27 jours de règne ; exilé chez les Pictes, il terminera son existence dans un monastère. |
|          | Prince He de Changyi                    | Chine                                                                         | Dynastie Han                    | 18 juillet 74 av. J.-C. | 14 août 74 av. J.-C. | 27 jours    | Déposé par le régent Huo Guang |
|          | Prince Milan Obrenović II               | Serbie                                                                        | Obrenović                       | 13 juin 1839            | 8 juillet 1839       | 25 jours    | Atteint par la tuberculose, il mourut à l'âge de dix-neuf ans. |
|          | Roi Ragnald II                          | Royaume de Man et des Îles                                                    | Crovan                          | 6 mai 1249              | 30 mai 1249          | 24 jours    | |
|          | Reine Éléonore de Navarre               | Royaume de Navarre                                                            | Trastamare                      | 19 janvier 1479         | 12 février 1479      | 24 jours    | |
|          | Tsar Constantin                         | Empire russe                                                                  | Romanov                         | 1er décembre 1825       | 25 décembre 1825     | 24 jours    | Il mourut du choléra. |
|          | Roi Ali Ahmad Khan                      | Royaume d'Afghanistan                                                         | Barakzai                        | 17 janvier 1929         | 9 février 1929       | 23 jours    | |
|          | Empereur Gordien Ier                    | Empire romain                                                                 |                                 | 22 mars 238             | 12 avril 238         | 21 jours    | Il régna conjointement avec son fils Gordien II ; apprenant la mort de son fils lors d'une bataille en Afrique contre des rebelles, Gordien Ier se suicida. |
|          | Empereur Gordien II                     | Empire romain                                                                 |                                 | 22 mars 238             | 12 avril 238         | 21 jours    | Il régna conjointement avec son père Gordien Ier ; il sera tué dans une bataille menée en Afrique contre des rebelles. |
|          | Doge Francesco Corner                   | République de Venise                                                          | Corner                          | 17 mai 1656             | 5 juin 1656          | 19 jours    | Son dogat est devenu célèbre pour être le plus bref de l'histoire de la république vénitienne. |
|          | Empereur Tang Shangdi                   | Chine                                                                         | Tang                            | 8 juillet 710           | 25 juillet 710       | 17 jours    | |
|          | Roi Ali Coulibaly                       | Royaume bambara de Ségou                                                      | Coulibaly/Bitonsi               | 1757                    | 1757                 | 2 semaines  | Musulman, il tentera de convertir les Bambaras et sera assassiné pour avoir voulu interdire les cultes animistes et la consommation de dolo, une bière de Mil. |
|          | Shogun Akechi Mitsuhide                 | Empire du Japon (période Sengoku)                                             | Samouraï de la province de Mino | 21 juin 1582            | 3 juillet 1582       | 13 jours    | Vassal du Shogun Oda Nobunaga, il trahit ce dernier lors d'une halte au temple Honnõ-ji en le contraignant à commettre le seppuku, suicide rituel japonais. Mitsuhide s'octroie le titre de Shogun, mais très vite les puissants vassaux Hideyoshi Toyotomi et Tokugawa Ieyasu accourent pour venger Nobunaga et le défont à la bataille de Yamazaki. Ce très court règne en tant que Shogun lui vaut le surnom de Jūsan Kūbo, le « shogun de treize jours. » |
|          | Empereur Napoléon II                    | Empire français                                                               | Bonaparte                       | 26 juin 1815            | 7 juillet 1815       | 12 jours    | Sous les Cent-Jours, l'acte additionnel aux constitutions de l'Empire du 22 avril 1815 rendit au fils de Napoléon Ier restauré le titre de prince impérial. À la fin des Cent-Jours, l'abdication faite au palais de l'Élysée le 22 juin 1815 indiquait « ma vie politique est terminée, et je proclame mon fils, sous le titre de Napoléon II, empereur des Français ». Cette proclamation est approuvée par le Parlement, Chambre des représentants et Chambre des pairs. Une commission de gouvernement, présidée par Fouché, se mit en place pour établir — en principe — la régence du nouvel empereur, âgé de quatre ans et qui se trouvait alors à Vienne, mais les actes qu'elle promulgua ne faisait pas référence à Napoléon II et furent rédigés « au nom du Peuple français » dès le 26 juin 1815. Fouché, censé diriger le pays au nom de Napoléon II, ne se soucia pas de cet enfant absent de France et prit des contacts avec les royalistes en vue de préparer l'avenir. L'avancée des troupes britanniques et prussiennes jusqu'à Paris, après leur victoire à Waterloo, amena la commission à se séparer le 7 juillet 1815, sans avoir réussi à se mettre d'accord sur une proclamation officielle de Napoléon II. Louis XVIII rentra à Paris le lendemain pour y régner à nouveau. |
|          | Roi Louis II                            | Royaume de Hollande                                                           | Bonaparte                       | 1er juillet 1810        | 13 juillet 1810      | 12 jours    | |
|          | Empereur Puyi                           | Chine                                                                         | Qing                            | 1er juillet 1917        | 13 juillet 1917      | 12 jours    | La restauration mandchoue de juillet 1917 est une tentative de restaurer la monarchie en Chine par le général Zhang Xun, dont l'armée avait capturé Pékin et brièvement réinstallé le dernier empereur de la dynastie Qing, Puyi, sur le trône. La restauration ne dure que 12 jours du 1er au 12 juillet et est rapidement renversée par les troupes républicaines. |
|          | Khan Murad Beg (en)                     | Khanat de Kokand (Asie centrale)                                              |                                 | 1844/1845               | 1844/1845            | 11 jours    | Il s'empara du pouvoir en tuant le khan Shir Ali mais fut à son tour renversé et exécuté. |
|          | Grand-prince Igor II                    | Russie kiévienne                                                              | Riourikides                     | 2 août 1146             | 12 août 1146         | 10 jours    | Il sera renversé par son rival et cousin Iziaslav II et finira ses jours dans un monastère. |
|          | Lady Jane Grey                          | Royaume d'Angleterre et royaume d'Irlande                                     | Maison de Suffolk               | 10 juillet 1553         | 19 juillet 1553      | 9 jours     | Reine Régnante d'Angleterre pendant à peine plus d'une semaine, ce qui lui vaudra le surnom de « reine de neuf jours », elle sera déposée et exécutée sur ordre de la reine Marie Tudor. |
|          | Émir Saad al-Abdallah al-Salim al-Sabah | Koweït                                                                        | Al Sabah                        | 15 janvier 2006         | 24 janvier 2006      | 9 jours     | |
|          | Prince Richard III                      | Principauté de Capoue (Italie)                                                | Quarrel-Drengot                 | 1120                    | 1120                 | 7 jours.    | C'est encore un enfant lorsqu'il devint prince, le 3 juin 1120. Il mourra une semaine plus tard dans des circonstances inconnues. Son oncle lui succédera à la tête de la principauté. |
|          | Roi Thong Lan (en)                      | Royaume d'Ayutthaya (Thaïlande)                                               | Suphannaphum                    | 1388                    | 1388                 | 7 jours.    | Il fut renversé par Ramesuan qui s'empara du pouvoir, et fut exécuté. |
|          | Roi Sigéric                             | Royaume wisigoth (Gaule (aquitaine et narbonnaise) et Hispanie (tarraconaise) |                                 | 415                     | 415                  | 7 jours     | Il fut assassiné. |
|          | Roi Zein Pun                            | Royaume d'Hanthawaddy (Birmanie)                                              |                                 | 1331                    | 1331                 | 7 jours.    | Il fut renversé par Sanda Min Hla. |
|          | Roi Zimri                               | Royaume d'Israël                                                              |                                 | -885                    | -885                 | 7 jours     | |
|          | Émir Nasrullah Khan                     | Afghanistan                                                                   |                                 | 21 février 1919         | 28 février 1919      | 7 jours     | Héritier de son frère Habibullah Khan, mort dans des conditions mystérieuses, il sera supplanté par son neveu Amanullah qui le fera arrêter et assassiner dans sa prison quelques mois plus tard. |

## Moins d'une semaine
| Portrait | Nom                              | État                            | Maison royale/dynastie | Début du règne   | Fin du règne     | Durée   | Commentaires |
| -------- | -------------------------------- | ------------------------------- | ---------------------- | ---------------- | ---------------- | ------- | --- |
|          | Roi Jean Ier le Posthume         | Royaume de France et de Navarre | Capétiens              | 15 novembre 1316 | 19 novembre 1316 | 4 jours | Fils posthume du roi Louis X le Hutin, il ne vécut que quatre jours. |
|          | Roi Cratère                      | Royaume de Macédoine            | Argéades               | -399             | -399             | 4 jours | Il parvint au pouvoir en assassinant le roi Archélaos lors d'une partie de chasse. |
|          | Empereur Dục Đức                 | Viêt Nam                        | Nguyễn                 | 20 juillet 1883  | 23 juillet 1883  | 3 jours | Trois jours après son avènement, il sera accusé par les trois Régents du royaume d'avoir falsifié le testament impérial et de se comporter en débauché ; renversé, il mourra en captivité trois mois plus tard. |
|          | Empereur Nicolas Kanabos         | Empire byzantin                 |                        | 25 janvier 1204  | 28 janvier 1204  | 3 jours | Il fut renversé par Alexis Doukas qui montera sur le trône impérial ; Nicolas Kanabos sera étranglé sur les marches de l'église Sainte-Sophie de Constantinople où il s'était réfugié. |
|          | Roi Inayatullah Shah             | Afghanistan                     | Barakzai               | 14 janvier 1929  | 17 janvier 1929  | 3 jours | Faisant face à une révolte, il négocia son abdication avec le rebelle Bacha e Saqao qui deviendra émir d'Afghanistan sous le nom d'Habibullah Ghazi. |
|          | Roi Dipendra Bir Bikram Shah Dev | Népal                           | Shah                   | 1er juin 2001    | 4 juin 2001      | 3 jours | Le 1er juin 2001, Dipendra assassina la majeure partie de sa famille, y compris son père, le roi Birendra, avant de se tirer une balle dans la tête. Suivant l'ordre de succession, il sera officiellement proclamé roi alors qu'il se trouve dans le coma, et mourra des suites de ses blessures trois jours plus tard.                                                |
|          | Sultan Khalid ibn Bargach        | Zanzibar                        | Al-Bousaïd             | 25 août 1896     | 27 août 1896     | 2 jours | (Voir Bombardement de Zanzibar) |
|          | Tsar Michel II                   | Empire russe                    | Romanov                | 15 mars 1917     | 16 mars 1917     | 1 jour  | Théoriquement le dernier tsar de Russie. Cependant, ayant passé sa seule journée de règne à se cacher dans un appartement avant de confier le pouvoir au gouvernement provisoire, son prédécesseur Nicolas II est généralement considéré comme le véritable dernier tsar. L'abdication de Michel II marque la fin à la fois du tsarisme et de la Révolution de Février. |

## Moins d'un jour
| Portrait | Nom                 | État                                | Maison royale/dynastie | Début du règne  | Fin du règne       | Durée            | Commentaires |
| -------- | ------------------- | ----------------------------------- | ---------------------- | --------------- | ------------------ | ---------------- | --- |
|          | Empereur Modi       | Chine                               | Jin                    | 9 février 1234  | 10 février 1234    | < 24 heures.     | Choisi comme successeur par l'empereur Aizong, qui se suicide le 9 février 1234 alors que la capitale jin, Caizhou, est sur le point de tomber aux mains des Mongols, Modi sera tué le lendemain lors de la prise de la ville. |
|          | Empereur Michel Ier | Empire de Trébizonde (Asie Mineure) | Comnène                | 30 juillet 1341 | 30/31 juillet 1341 | Quelques heures. | Renversé par une faction de nobles hostiles quelques heures après sa proclamation, il remontera sur le trône quelques années plus tard.                                                                                        |
|          | Empereur Alexis V   | Empire de Trébizonde (Asie Mineure) | Comnène                | 22 avril 1458   | 22 avril 1458      | Quelques heures. | Il succède à son père à l’âge de quatre ans mais n'a pas le temps de se faire reconnaître car tout de suite après, son oncle David le détrône et se fait acclamer empereur.                                                    |
|          | Louis XIX           | France                              | Bourbon                | 2 août 1830     | 2 août 1830        | 20 minutes       | Il succède à son père Charles X qui abdique le 2 août mais renonce au pouvoir en faveur de son neveu Henri d'Artois. |

## Moins d'un an (durée exacte inconnue)
| Portrait | Nom                             | État                                                             | Maison royale/dynastie         | Début du règne               | Fin du règne                 | Durée                     | Commentaires |
| -------- | ------------------------------- | ---------------------------------------------------------------- | ------------------------------ | ---------------------------- | ---------------------------- | ------------------------- | --- |
|          | Roi Mouthis                     | Égypte antique                                                   | XXIXe dynastie                 | -393/-380 (année incertaine) | -393/-380 (année incertaine) | Quelques mois.            | |
|          | Roi Peada                       | Mercie (Angleterre)                                              | Iclingas                       | 15 novembre 655              | Printemps/Été 656            | Quelques mois.            | Il fut assassiné. |
|          | Roi Péroz II                    | Empire sassanide (Grand Iran)                                    | Sassanides                     | 630                          | 630                          | Quelques mois.            | Il fut assassiné. |
|          | Lady Ælfwynn                    | Mercie (Angleterre)                                              | Wessex                         | 918                          | 918/919                      | Quelques mois.            | |
|          | Calife Marwān Ier               | Califat omeyyade                                                 | Omeyyades                      | 684                          | 685                          | Quelques mois.            | Il fut assassiné (étouffé sous un coussin dans son sommeil) ou mourut de la peste selon les sources. |
|          | Empereur Sonni Baro             | Empire songhaï (Mali)                                            | Sonni                          | 1493                         | 1493                         | Quelques mois.            | Il fut renversé par le général Mohammed Touré. |
|          | Roi Sunifred                    | Royaume wisigoth (Espagne)                                       |                                | 2e semestre 692              | Mars 693                     | Quelques mois.            | Il s'empara du trône wisigoth après s'être révolté contre le roi Égica mais sera à son tour renversé quelques mois plus tard par Égica qui remontera sur le trône.                                                                  |
|          | Émir Abdul Malik II             | Émirat samanide (Monde iranien/Asie centrale)                    | Samanides                      | Février 999                  | 999                          | Quelques mois.            | |
|          | Roi Beornred                    | Mercie (Angleterre)                                              |                                | 757                          | 757                          | Quelques mois.            | Il monta sur le trône après l'assassinat du roi Æthelbald, mais il ne put s'y maintenir : vaincu par Offa, il devra s'exiler. |
|          | Roi Zababa-shuma-iddina         | Babylone (Mésopotamie, Irak)                                     | Dynastie kassite               | -1158                        | -1158                        | Quelques mois.            | |
|          | Empereur Marius                 | Empire des Gaules                                                |                                | 268/269                      | 268/269                      | Quelques mois.            | (Voir Période des Trente Tyrans). |
|          | Khan Ulaqtchi                   | Horde d'or (Asie centrale)                                       | Genghiskhanide                 | 1256                         | 1257                         | Quelques mois.            | Il mourut à l'âge de dix ans dans des conditions mystérieuses, moins d'un an après sa montée sur le trône. |
|          | Tsar Ivan Stefan                | Second Empire bulgare                                            | Comitopouloï                   | Août 1330                    | Janvier/mars 1331            | Quelques mois.            | Il fut renversé par des boyards hostiles qui porteront au pouvoir son cousin Ivan Aleksandre Asen. |
|          | Calife Abd al-Wahid al-Makhlu   | Califat almohade (Maghreb)                                       | Almohades                      | 1224                         | 1224                         | Quelques mois.            | Il fut assassiné. |
|          | Roi Paul (Flavius Paulus)       | Royaume de Septimanie (Royaume wisigoth, Gaule)                  |                                | 673                          | Septembre 673                | Quelques mois.            | Duc wisigoth chargé par le roi Wamba d'étouffer une révolte en Septimanie, il s'unira aux rebelles et sera proclamé roi à Narbonne ; vaincu et capturé par Wamba, il mourut en prison.                                              |
|          | Roi Udayadityavarman Ier        | Angkor (Cambodge)                                                | Dynastie du Chen-La de Terre   | 1001                         | 1002                         | Quelques mois.            | |
|          | Roi Sigebert II                 | Royaume d'Austrasie et royaume de Burgondie (royaume des Francs) | Mérovingiens                   | 613                          | 613                          | Quelques mois.            | Exécuté à l'âge de onze ans par Clotaire II. |
|          | Impératrice Azarmedûkht         | Empire sassanide (Grand Iran)                                    | Sassanides                     | décembre 630                 | mars 631                     | Quelques mois.            | Elle sera détrônée, aveuglée et exécutée par le général Rostam Farrokhzad. |
|          | Roi Labashi-Marduk              | Empire néo-babylonien (Mésopotamie, Irak)                        | Puqudu (en)                    | -556                         | -556                         | Entre un et trois mois.   | Il sera renversé et tué à l'instigation de hauts dignitaires babyloniens qui portèrent au pouvoir un homme extérieur à la famille royale nommé Nabonide.                                                                            |
|          | Roi Goda                        | Royaume de Sardaigne (Italie)                                    |                                | Été 533                      | Été/Automne 533              | Quelques semaines/mois.   | Gouverneur de la Sardaigne (alors sous domination vandale), il se rebella contre le roi Gélimer et s'autoproclama roi ; ce dernier envoya en Sardaigne des troupes pour le soumettre et Goda sera tué lors de la prise de Cagliari. |
|          | Empereur Quintillus             | Empire romain                                                    |                                | Août/septembre 270           | Octobre 270                  | Entre 17 jours et 2 mois. | |
|          | Roi Barom Reachea VI            | Royaume du Cambodge                                              |                                | 1600                         | 1600                         | Quelques semaines/mois.   | |
|          | Empereur Mohammed V             | Empire songhaï (Mali)                                            | Askia                          | 1591                         | 1591                         | Quelques semaines/mois.   | |
|          | Roi Alphonse II                 | Royaume du Kongo                                                 | Kanda Kimpanzu                 | Novembre 1665                | Décembre 1665                | Quelques semaines.        | |
|          | Reine Cléopâtre IV              | Égypte antique                                                   | Lagides                        | -116                         | -115                         |                           | Elle fut tuée sur ordre de sa sœur Cléopâtre Tryphaena. |
|          | Roi Hildebad                    | Royaume ostrogoth (Italie)                                       |                                | Printemps/Été 540            | Mai 541                      | Un peu moins d'un an.     | Il fut assassiné. |
|          | Empereur Yuan Zhao (en)         | Chine du Nord                                                    | Dynastie Wei du Nord (Xianbei) | 528                          | 528                          | Moins d'un an.            | Il mourut noyé à l'âge de deux ans. |
|          | Grand-maître Heinrich von Tunna | État des chevaliers teutoniques                                  | Famille von Thuna (de)         | 1209                         | 2 juin 1209                  | Quelques mois.            | |